# Ptilinopus iozonus
El tilopo ventrinaranja, tipolo de vientre naranja o tipolo vientre naranja (Ptilinopus iozonus) es una especie de ave columbiforme perteneciente a la familia Columbidae. Es originaria de Australia y Nueva Guinea.

## Descripción
Es una paloma de pequeño tamaño (21 cm de longitud) de plumaje principalmente verde, que se distingue por una gran mancha de color naranja en la parte inferior del pecho y el vientre, una pequeña mancha lila en el hombro, cubiertas pálidas amarillos bajo la cola, y una banda terminal gris en la cola.

## Distribución y hábitat
La paloma se encuentra en Nueva Guinea, la islas Aru y las islas de Papúa occidental en las tierras bajas donde habita en la selva tropical, bosque secundario y manglares. Se ha registrado en Boigu Island, Queensland , Australia en el territorio en el norte del Estrecho de Torres.

## Alimentación
Comen las frutas del bosque, principalmente Ficus.